# Theatres Des Vampires
Theatres des Vampires je talijanski black/gothic metal-sastav poznat po snažnoj temi vampirizma unutar svojih tekstova.

## Povijest
Theatres des Vampires su u 1994. g. osnovali članovi koji su napustili underground sastav Sepolcrum (sada VII Arcano). Članovi su izrazili fascinaciju temom vampirizma što se očituje na njihovim ranijim albumima.
Tijekom njihove karijere uglavnom su bili pod utjecajem symphonic black metala, no kasnije su kombinirali razne druge stilove glazbe uključujući: gotičku glazbu, klasičnu glazbu, operu i rock.
Godine 2003. su bili na turneji sa sastavom Christian Death diljem Europe i izdali su album s nekim njegovim članovima kao posebnim gostima.
Uspješno su privlačili mnoge obožavatelje na svoje koncerte zahvaljujući svojim atraktivnim scenskim nastupima.
Od godine 2004. Sonya Scarlet je glavna pjevačica nakon nekoliko godina provedenih kao prateći vokal zajedno s Consuelo Justine.
Godine 2005. nekoliko engleskih klubova je zabranilo Scarlet nastup jer se njezin nastup koji ponekad uključuje rezanje i dopuštanje fanovima da joj piju krv protivi engleskim zakonima o poticanju na samoubojstvo.
Najnoviji album im je Desire Of Damnation kojeg predstavlja singl "Bring Me Back".

## Članovi
- Fabian Varesi : klavijatura/prateći vokal od 1997.
- Gabriel Valerio : bubnjevi od 1997.
- Zimon Lijoi : basist od 1997.
- Sonya Scarlet : vokal od 1999.
- Stephan Benfante : gitarist od 2006.

## Bivši članovi
- Lord Vampyr (Alessandro (Alexander) Nunziati) : vokal od 1996. do 2004. (sada u vlastitom bendu Lord Vampyr's Shadowreign)
- Consuelo "Justine" : ženski vokal od 1999. The Vampire Chronicles do 2002 Suicide Vampire
- Agaharet (Enrico De Dominicis) : bubnjevi na prvom albumu
- Gian Pyres (John Piras) : gostujući gitarist na Vampyrìsme
- Alessandro Pallotta (a.k.a. Incubus): gitare od 1999. do 2002.
- Strigoi : gitarist od 1999 do 2001.
- Mortifer : gitarist u 2001.
- Robert Cufaro (a.k.a. Morgoth) : gitarist od 2002. do 2006.

## Diskografija
Studijski albumi
- Vampyrìsme, Nècrophilie, Nècrosadisme, Nècrophagie (1996.)
- The Vampire Chronicles (1999.)
- Bloody Lunatic Asylum (2001.)
- Suicide Vampire (2002.)
- Nightbreed Of Macabria (2004.)
- Pleasure And Pain (2005.)
- Anima Noir (2008.)
- Moonlight Waltz (2011.)
- Candyland (2016.)

EP-ovi
- Iubilaeum Anno Dracula 2001. (2001.)
- Cult of Lahmia (2012.)

Kompilacije
- The (Un)Official History 1993-2003 (2003.)
- The Blackend Collection (2004.)
- Desire of Damnation (2007.)

Videografija
- The Addiction Tour 2006 (2006.)
- Moonlight Waltz Tour 2011 (2012.)

Demo uradci
- Nosferatu, eine Simphonie des Grauens (1995.)
- Promo 97 (1997.)

## Vanjske poveznice
- Službena stranica
- Theatres des Vampires na Last.fm